# Augusto di Schwarzburg-Sondershausen
Augusto I di Schwarzburg-Sondershausen (Sondershausen, 27 aprile 1691 – Ebeleben, 27 ottobre 1750) è stato Principe Ereditario di Schwarzburg-Sondershausen.
Augusto I era il figlio secondogenito del Principe Cristiano Guglielmo di Schwarzburg-Sondershausen e di sua moglie, la Duchessa Guglielmina Cristiana di Sassonia-Weimar.
Alla morte del fratello maggiore Günther I, nel 1740 divenne Principe Ereditario, mentre l'altro suo fratello maggiore Enrico, succedette al primo come Principe di Schwarzburg-Sondershausen.
Enrico non ebbe figli ed Augusto venne designato quale suo successore, se non che quest'ultimo morì nel 1750 ed Enrico morì nel 1758 senza eredi. La reggenza passò al figlio primogenito di Augusto, Cristiano Günther.

## Matrimonio e figli
Il 19 luglio 1721, Augusto sposò a Bernburg la Principessa Carlotta Sofia di Anhalt-Bernburg, dalla quale ebbe i seguenti figli:
- Federica (1723-1725)
- Carlotta (1732-1774), sposò il Conte Enrico II di Reichenbach-Goschütz
- Cristiano Guglielmo (1734-1737)
- Cristiano Günther (1736-1794), Principe di Schwarzburg-Sondershausen, sposò la Principessa Guglielmina di Anhalt-Bernburg
- Giovanni Günther (1737-1738)
- Augusto (1738-1806), sposò la Principessa Cristina Elisabetta di Anhalt-Bernburg

## Ascendenza
|                                                          |                                  |                                                         | Genitori                                         |  |  | Nonni |  |  | Bisnonni                                                |  |  | Trisnonni                                            |  |
|                                                          |                                  |                                                         |                                                  |  |  |       |  |  | Christian Günther I, conte di Schwarzburg-Sondershausen |  |  | Johann Günther I, conte di Schwarzburg-Sondershausen |  |
|                                                          |                                  |                                                         |                                                  |  |  |       |  |  | Christian Günther I, conte di Schwarzburg-Sondershausen |  |  | Johann Günther I, conte di Schwarzburg-Sondershausen |  |
|                                                          |                                  | Anna von Oldenburg-Delmenhorst                          |                                                  |  |  |       |  |  | Christian Günther I, conte di Schwarzburg-Sondershausen |  |  |                                                      |  |
| Anton Günther I, conte di Schwarzburg-Sondershausen      |                                  |                                                         |                                                  |  |  |       |  |  | Christian Günther I, conte di Schwarzburg-Sondershausen |  |  |                                                      |  |
|                                                          |                                  | Anna Sibille von Schwarzburg-Rudolstadt                 | Albrecht VII, conte di Schwarzburg-Rudolstadt    |  |  |       |  |  |                                                         |  |  |                                                      |  |
|                                                          |                                  | Anna Sibille von Schwarzburg-Rudolstadt                 | Albrecht VII, conte di Schwarzburg-Rudolstadt    |  |  |       |  |  |                                                         |  |  |                                                      |  |
|                                                          |                                  | Anna Sibille von Schwarzburg-Rudolstadt                 | Juliane von Nassau-Dillenburg                    |  |  |       |  |  |                                                         |  |  |                                                      |  |
| Christian Wilhelm, principe di Schwarzburg-Sondershausen |                                  | Anna Sibille von Schwarzburg-Rudolstadt                 |                                                  |  |  |       |  |  |                                                         |  |  |                                                      |  |
|                                                          |                                  | Georg Wilhelm, conte palatino di Zweibrücken-Birkenfeld | Karl I, conte palatino di Zweibrücken-Birkenfeld |  |  |       |  |  |                                                         |  |  |                                                      |  |
|                                                          |                                  | Georg Wilhelm, conte palatino di Zweibrücken-Birkenfeld | Karl I, conte palatino di Zweibrücken-Birkenfeld |  |  |       |  |  |                                                         |  |  |                                                      |  |
|                                                          |                                  | Georg Wilhelm, conte palatino di Zweibrücken-Birkenfeld | Dorothea von Braunschweig-Lüneburg               |  |  |       |  |  |                                                         |  |  |                                                      |  |
| Maria Magdalena von Pfalz-Zweibrücken-Birkenfeld         |                                  | Georg Wilhelm, conte palatino di Zweibrücken-Birkenfeld |                                                  |  |  |       |  |  |                                                         |  |  |                                                      |  |
|                                                          |                                  | Dorothea zu Solms-Sonnenwalde                           | Otto, conte di Solms-Sonnenwalde                 |  |  |       |  |  |                                                         |  |  |                                                      |  |
|                                                          |                                  | Dorothea zu Solms-Sonnenwalde                           | Otto, conte di Solms-Sonnenwalde                 |  |  |       |  |  |                                                         |  |  |                                                      |  |
|                                                          |                                  | Dorothea zu Solms-Sonnenwalde                           | Anna Amalia von Nassau-Weilburg                  |  |  |       |  |  |                                                         |  |  |                                                      |  |
| August I, principe di Schwarzburg-Sondershausen          |                                  | Dorothea zu Solms-Sonnenwalde                           |                                                  |  |  |       |  |  |                                                         |  |  |                                                      |  |
|                                                          | Wilhelm, duca di Sassonia-Weimar | Johann III, duca di Sassonia-Weimar                     |                                                  |  |  |       |  |  |                                                         |  |  |                                                      |  |
|                                                          | Wilhelm, duca di Sassonia-Weimar | Johann III, duca di Sassonia-Weimar                     |                                                  |  |  |       |  |  |                                                         |  |  |                                                      |  |
|                                                          | Wilhelm, duca di Sassonia-Weimar | Dorothea Maria von Anhalt                               |                                                  |  |  |       |  |  |                                                         |  |  |                                                      |  |
| Johann Ernst II, duca di Sassonia-Weimar                 | Wilhelm, duca di Sassonia-Weimar |                                                         |                                                  |  |  |       |  |  |                                                         |  |  |                                                      |  |
|                                                          |                                  | Eleonore Dorothea von Anhalt-Dessau                     | Johann Georg I, principe di Anhalt-Dessau        |  |  |       |  |  |                                                         |  |  |                                                      |  |
|                                                          |                                  | Eleonore Dorothea von Anhalt-Dessau                     | Johann Georg I, principe di Anhalt-Dessau        |  |  |       |  |  |                                                         |  |  |                                                      |  |
|                                                          |                                  | Eleonore Dorothea von Anhalt-Dessau                     | Dorothea von Pfalz-Simmern                       |  |  |       |  |  |                                                         |  |  |                                                      |  |
| Wilhelmine Christiane von Sachsen-Weimar                 |                                  | Eleonore Dorothea von Anhalt-Dessau                     |                                                  |  |  |       |  |  |                                                         |  |  |                                                      |  |
|                                                          |                                  | Johann Christian, duca di Schleswig-Holstein-Sonderburg | Alexander, duca di Schleswig-Holstein-Sonderburg |  |  |       |  |  |                                                         |  |  |                                                      |  |
|                                                          |                                  | Johann Christian, duca di Schleswig-Holstein-Sonderburg | Alexander, duca di Schleswig-Holstein-Sonderburg |  |  |       |  |  |                                                         |  |  |                                                      |  |
|                                                          |                                  | Johann Christian, duca di Schleswig-Holstein-Sonderburg | Dorothea von Schwarzburg-Sondershausen           |  |  |       |  |  |                                                         |  |  |                                                      |  |
| Christine Elisabeth von Holstein-Sonderburg-Franzhagen   |                                  | Johann Christian, duca di Schleswig-Holstein-Sonderburg |                                                  |  |  |       |  |  |                                                         |  |  |                                                      |  |
|                                                          |                                  | Anna von Oldenburg-Delmenhorst                          | Anton II, conte di Oldenburg-Delmenhorst         |  |  |       |  |  |                                                         |  |  |                                                      |  |
|                                                          |                                  | Anna von Oldenburg-Delmenhorst                          | Anton II, conte di Oldenburg-Delmenhorst         |  |  |       |  |  |                                                         |  |  |                                                      |  |
|                                                          |                                  | Anna von Oldenburg-Delmenhorst                          | Sibylle Elisabeth von Braunschweig-Dannenberg    |  |  |       |  |  |                                                         |  |  |                                                      |  |
|                                                          |                                  | Anna von Oldenburg-Delmenhorst                          |                                                  |  |  |       |  |  |                                                         |  |  |                                                      |  |